# Hanna Thuvik
Hanna Thuvik, född 17 maj 2002, är en svensk ishockeyspelare (forward) som spelar för Brynäs IF. Thuvik medverkar i svenska damlandslaget och har spelat i VM för Sverige 2022, 2023 och 2024.
År 2022 utsågs hon av ST-tidningen till Årets idrottsprofil.